# Збройні сили Фінляндії
Збро́йні си́ли Фінля́ндії (фін. puolustusvoimat, швед. Försvarsmakten) — військове формування, призначене для оборони, захисту незалежності та територіальної цілісності Фінляндії. Складаються з сухопутних військ, військово-морських і військово-повітряних сил.
Міністерство внутрішніх справ і прикордонна служба не належать до збройних сил, але персонал і матеріально-технічне забезпечення можуть передати армії окремим рішенням, у випадку конфлікту.
Фінляндія закінчила процес вступу в НАТО 4 квітня 2023 року, ставши 31 країною яка доєдналась до альянсу. Причому Фінляндія швидше за всіх пройшла бюрократичний процес від подачі заявки 12 травня 2022 на вступ, до повноціного членства.

## Історія

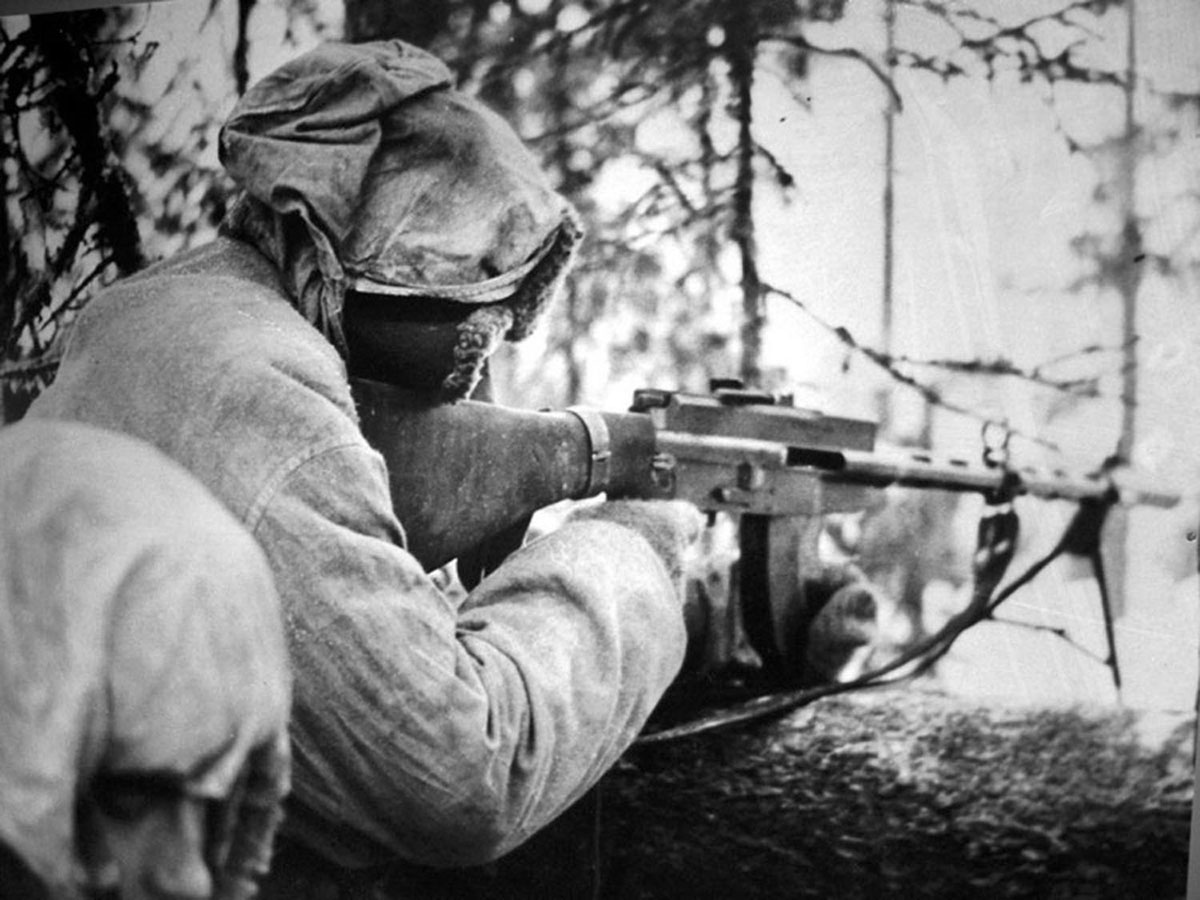
Фінський солдат, озброєний M/26 веде бій під час Зимової війни

Причиною появи прообразу фінської армії стали криваві події 1917 року. Тому, разом з проголошенням незалежності, розпочалась розбудова власних збройних сил. Їх основою стали фінляндські єгері: у міжвоєнний період майже 90% (50 генералів і 89 полковників) фінляндського генералітету складали колишні єгері.
З 1924 року почалось будівництво перших укріплень на випадок війни з Радянським Союзом, що згодом були названі лінією Маннергейма.
В 1939 році армія Фінляндії пройшла випробування на міцність у Зимовій війні, а згодом взяла участь в Другій Світовій війні.
Починаючи з 1994 року, Фінляндія активно бере участь в програмі НАТО Партнерство заради миру.

## Структура та керівництво
У військово-адміністративному відношенні територія Фінляндії розподілена на зони відповідальності чотирьох військових губерній (фін. sotilaslääni), трьох авіаційних (фін. meripuolustusalue) і двох військово-морських командувань (фін. lennosto). Проте до кінця 2014 року планується перейти з існуючої чотирирівневої системи управління (об'єднаний штаб Збройних сил — штаби видів Збройних сил — штаби військових губерній — з'єднання і частини) на трирівневу (без губерній). Тому планується розформувати чотири командування військових губерній, що відповідають у мирний час за забезпечення повсякденної діяльності військ і організацію їхньої оперативної і бойової підготовки, а у воєнний — за керівництво угрупованнями військ у зонах своєї відповідальності.
Верховним головнокомандувачем Збройних сил є президент, який здійснює керівництво ними через міністра оборони і головнокомандувача Збройних сил. При цьому міністр (це традиційно цивільна особа) відповідає за загальний стан і планування будівництва армії, а також за її фінансування і закупівлю озброєнь. В той же час, головнокомандувач несе відповідальність за бойову і мобілізаційну готовність, реалізацію планів будівництва Збройних сил і управління військами при виконанні ними завдань за призначенням. З адміністративних і фінансових питань він підпорядкований міністру оборони, а з питань бойової готовності та власне застосування армії — президенту.
З 1 серпня 2014 року, головномандувачем силами оборони Фінляндії став генерал Ярмо Ліндберг. 1 серпня 2019 його на посту змінив Тімо Ківінен.

## Доктрина
У грудні 2012 року уряд Фінляндії опублікував оновлений документ про ключові завдання політики оборони й безпеки, суть яких полягає у відстоюванні незалежності і територіальної цілісності країни та захисті основних цінностей: безпеки населення і добробуту фінського суспільства.
Важливим виміром політики безпеки країни визначений Євросоюз. Природним напрямом для Фінляндії декларується співпраця зі скандинавськими країнами, з якими фінів об'єднують прагнення до просування «скандинавської моделі» благополуччя.
У документі на основі аналізу міжнародного стану визначені можливі національній загрози безпеці Фінляндії, а також сформульовані завдання Збройним силам і пріоритетні напрями військового будівництва. Перелік загроз істотно розширився і разом з «традиційними» серед небезпечних розглядають:
- «агресивна» економічна політика інших країн;
- діяльність терористичних і злочинних угруповань;
- незаконна міграція;
- порушення постачань енергоресурсів;
- кіберзлочинність;
- природні і техногенні катастрофи.

Відповідно, на армію Фінляндії додатково покладаються нові завдання, пов'язані з наданням допомоги цивільним органам влади при ліквідації надзвичайних ситуацій, участю в багатонаціональних операціях за межами своєї території, розвитком військової співпраці з іншими країнами. Основними напрямками реформи будуть: вдосконалення системи управління військами, оптимізація їхньої організаційно-штатної структури, а також технічне переозброєння.

## Організація Збройних сил

### Чисельність та комплектування
Чисельність армії становить 15000 кадрових військовиків, з яких 8900 — професійні солдати (офіцери), а разом з резервістами досягає 34700 (27300 у сухопутних військах, 3000 у військово-морських силах, 4400 у військово-повітряних силах)[коли?]. Комплектування Збройних сил здійснюється відповідно до закону про загальний військовий обов'язок та шляхом набору військовослужбовців за контрактом. Новобранців призивають після досягнення ними 19 років. Можливий щорічний вибірковий призов 500 жінок. Військовий бюджет 2012 року становив близько 2 млрд євро, що становить 1,4-1,6% ВВП.
У межах реформування армії до 2015 року планується до 12300 осіб скоротити кількість кадрових військовослужбовців мирного часу. Одночасно передбачається до 230 тис. осіб зменшити чисельність Збройних сил, що розгортаються в період мобілізації. При цьому в державі збережеться загальний військовий обов'язок із тривалістю строкової служби 6, 9 чи 12 місяців залежно від військової спеціальності. Вирішено зменшити кількість військкоматів, на які в мирний час покладені завдання забезпечення мобілізаційної готовності держави, а у воєнний — розгортання військ територіальної оборони, до 12. На базі полків матеріально-технічного забезпечення Сухопутних військ, Повітряних та Військово-Морських сил планується сформувати матеріально-технічне управління, призначене для координації і всебічного забезпечення усіх видів Збройних сил.

### Сухопутні війська

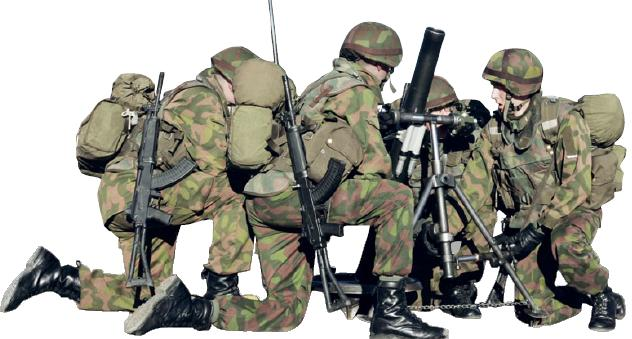
Фінські солдати ведуть вогонь з міномету 81 KRH 71 Y

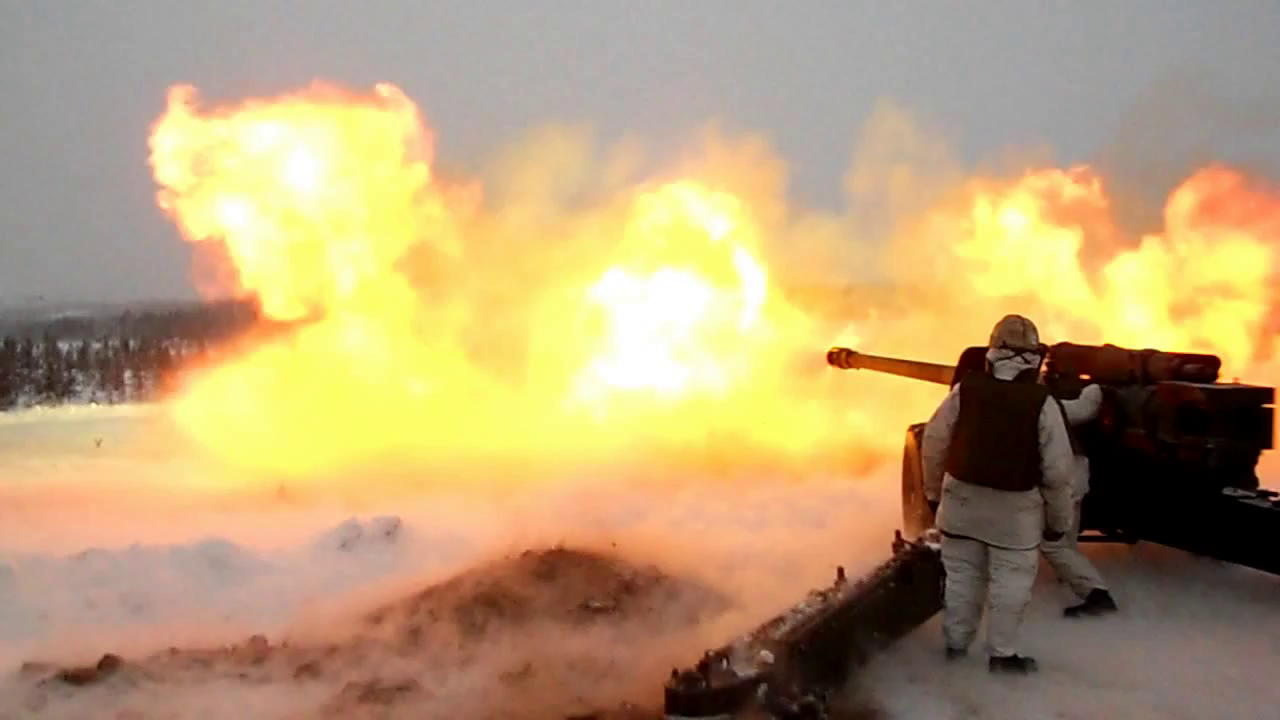
Обслуга 130-мм гармати M-46 проводить бойові стрільби

Станом на 2014 рік оперативні війська включають:
- п'ять загальновійськових бригад (бронетанкова, три єгерські високої готовності — «Кайнуу», «Пор'ях», «Кар'яла», єгерська «Лаппі»);
- артилерійську бригаду «Сатакунта»;
- гвардійський єгерський полк;
- піхотний полк «Хяме»;
- сім кадрованих інженерносаперних полків;
- окремий зенітний полк «Лаппі»;
- окремий єгерський полк спеціального призначення «Утті»;
- окремий полк зв'язку;
- штаби чотирьох полків матеріально-технічного забезпечення (частина їхніх підрозділів входить до складу єгерських бригад високої готовності і єгерських бригад);
- військові навчальні заклади.

У результаті проведення запланованих заходів, до складу Сухопутних військ Фінляндії до 2015 року увійдуть чотири єгерські, бронетанкова й артилерійська бригади, шість піхотних бригад скороченого складу (кадровані), два єгерські полки, частини бойового забезпечення й училище ЗС.
Територіальні війська включають формування місцевої оборони і підрозділи підтримки.

### Повітряні сили

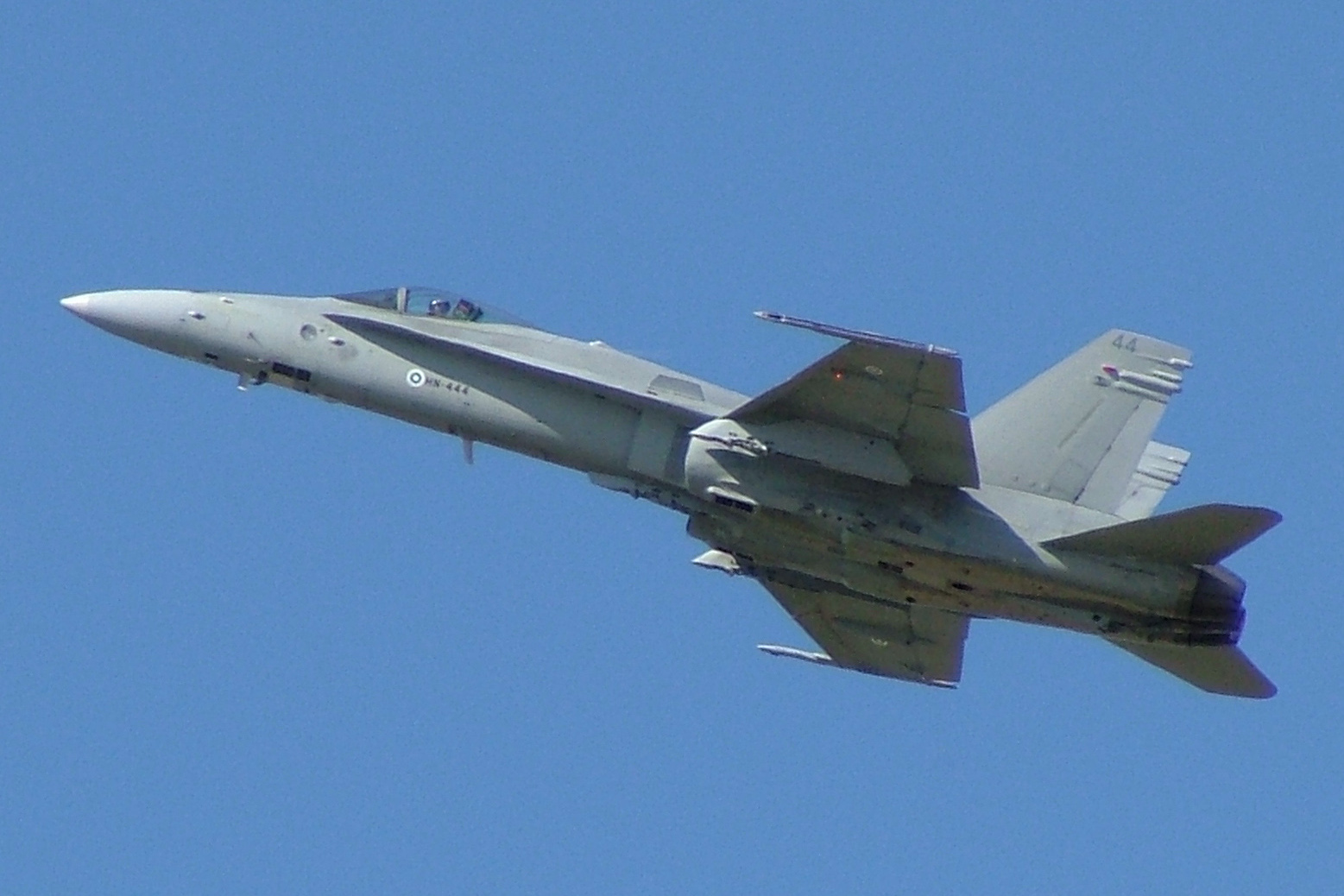
F/A-18

Станом на 2014 рік, повітряний простір Фінляндії поділений на зони відповідальності трьох авіаційних командувань. Кожне має типову структуру: винищувальну ескадрилью ППО, центр контролю повітряного простору й управління польотами, підрозділи забезпечення. Також до складу повітряних сил входять: управління матеріально-технічного забезпечення авіаційною технікою і зв'язку, центр досліджень і розвідки, військовоавіаційне училище, льотна школа. На озброєнні є літаки бойової (понад 60) і допоміжної (близько 100) авіацій.
Згідно з планами реформування, на базі існуючих трьох авіаційних командувань планується створити два винищувальні авіаційні крила, а також крило допоміжної (військово-транспортної і розвідувальної) авіації. Разом із цим мають розформувати льотну і льотно-технічну школи, а підготовку фахівців усіх категорій для цього виду збройних сил проводити на базі військового авіаційного училища.

### Військово-морські сили

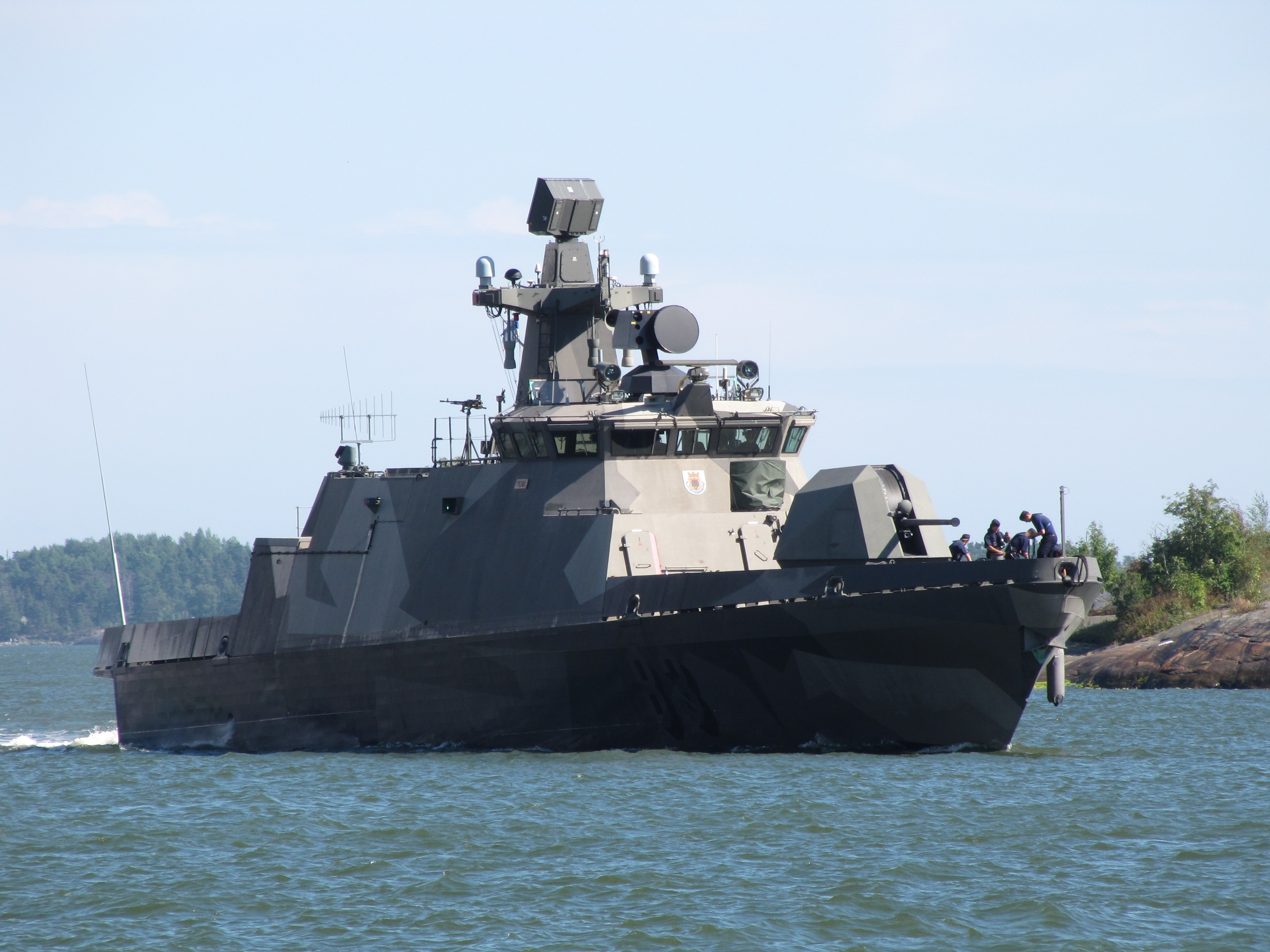
Корабель фінських Військово-Морських Сил

Станом на 2014 рік у складі військово-морських сил є два командування — «Фінська затока» і «Шхерне море» (м. Турку), окрема єгерська бригада берегової оборони «Уусимаа», дослідний центр, військово-морське училище й управління матеріально-технічного забезпечення. На озброєнні військово-морських сил є: до 20 бойових кораблів, понад 100 бойових катерів, близько 10 допоміжних суден.
Згідно з програмою реформування, у складі військово-морських сил передбачається скоротити батальйон берегової оборони «Котка» і дослідний центр.

### Сили спеціального призначення
Окремий єгерський полк спеціального призначення «Утті», який безпосередньо підпорядкований командувачу Сухопутних військ Фінляндії, був сформований у січні 1997 року на базі центру підготовки парашутистів. Це навчальна військова частина, що в мирний час забезпечує перепідготовку резервістів та підготовку військовослужбовців строкової служби. У воєнний час вона є базою для мобілізаційного розгортання частин і підрозділів. Полк має виконувати розвідувальні і диверсійні завдання в тилу супротивника з метою виведення з ладу або знищення його командних пунктів і вузлів зв'язку. Підрозділи фінського спецпризначення можуть діяти як самостійно, так і у взаємодії з іншими видами Збройних сил. У мирний час полк укомплектований особовим складом на 30% (загалом 530 осіб, з яких понад 300 контрактників, з них 36 офіцерів), а озброєнням і військовою технікою на 100%.

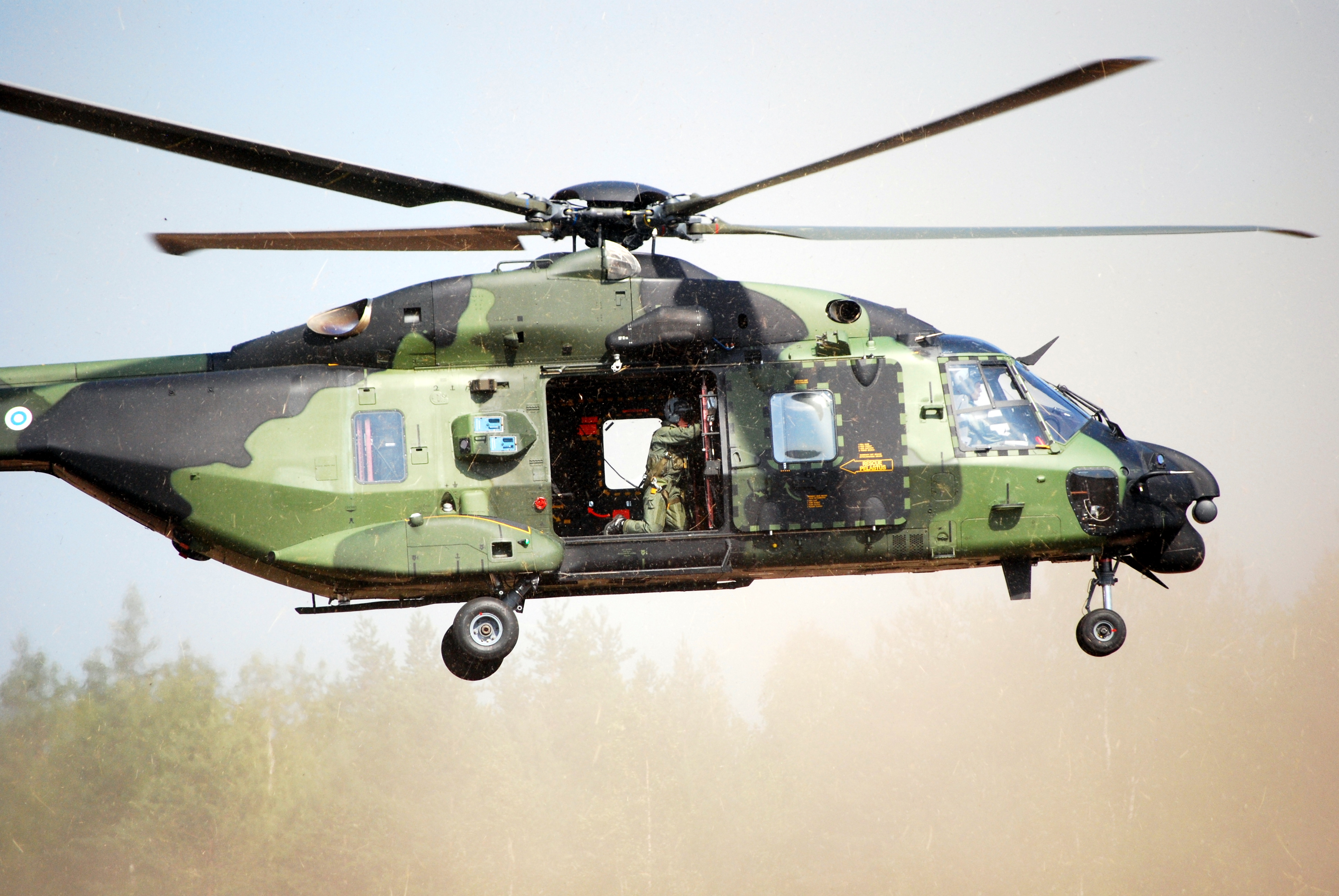
Вертоліт NH90

Єгерська парашутно-десантна рота, термін служби в якій становить рік, комплектується військовослужбовцями строкової служби. Навчання новобранців здійснюється у складі груп глибинної розвідки і груп спеціального призначення. При цьому основні зусилля зосереджені на підготовці мобільних груп до автономних дій у складних кліматичних умовах, зокрема в Заполяр'ї. Своєю чергою, рота спеціального призначення включає три єгерські взводи, що комплектуються на контрактній основі. Її військовослужбовці беруть участь у складі національних військових контингентів у міжнародних операціях з підтримки миру і безпеки, а також залучаються усередині країни до поліцейських і пошуково-рятувальних операцій.
Вертолітний батальйон становлять три вертолітні ескадрильї, дві з яких оснащені транспортно-десантними вертольотам NH90 (12 одиниць) й одна — легкими багатоцільовими MD500 (сім одиниць), та роти технічного обслуговування. Вертолітний батальйон залучається передусім для виконання розвідувальних і транспортно-десантних завдань, зокрема з перекидання підрозділів спеціального призначення, а також до проведення пошуково-рятувальних операцій.

## Озброєння та спорядження

### Арсенал
З питань озброєння фінська армія покладалася переважно на себе, тому держава має досить розвинений власний ВПК. Найбільш відомою його продукцією є колісні бронетранспортери. Також на місцевих верфях повністю збудований флот Фінляндії. Окрім власних зразків, на озброєнні Збройних сил країни перебуває значна кількість техніки НАТО. В той же час на Фінляндію, на відміну від Швеції, до певної міри поширювалася радянська сфера впливу, через що її армія була оснащена і радянською технікою. Галерея нижче ілюструє різноманітність постачальників озброєння.

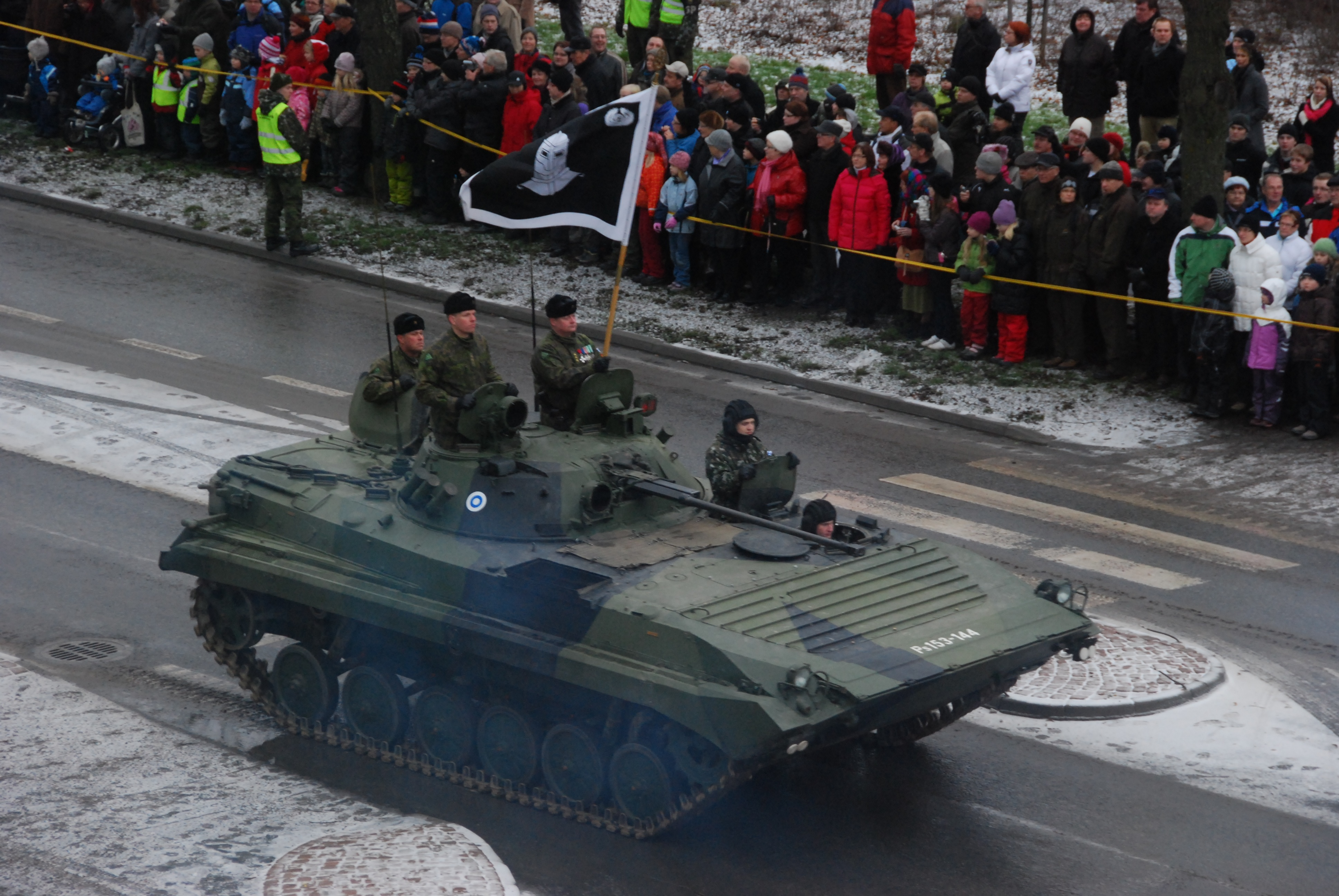
Бойова машина піхоти БМП-2
 ( СРСР)
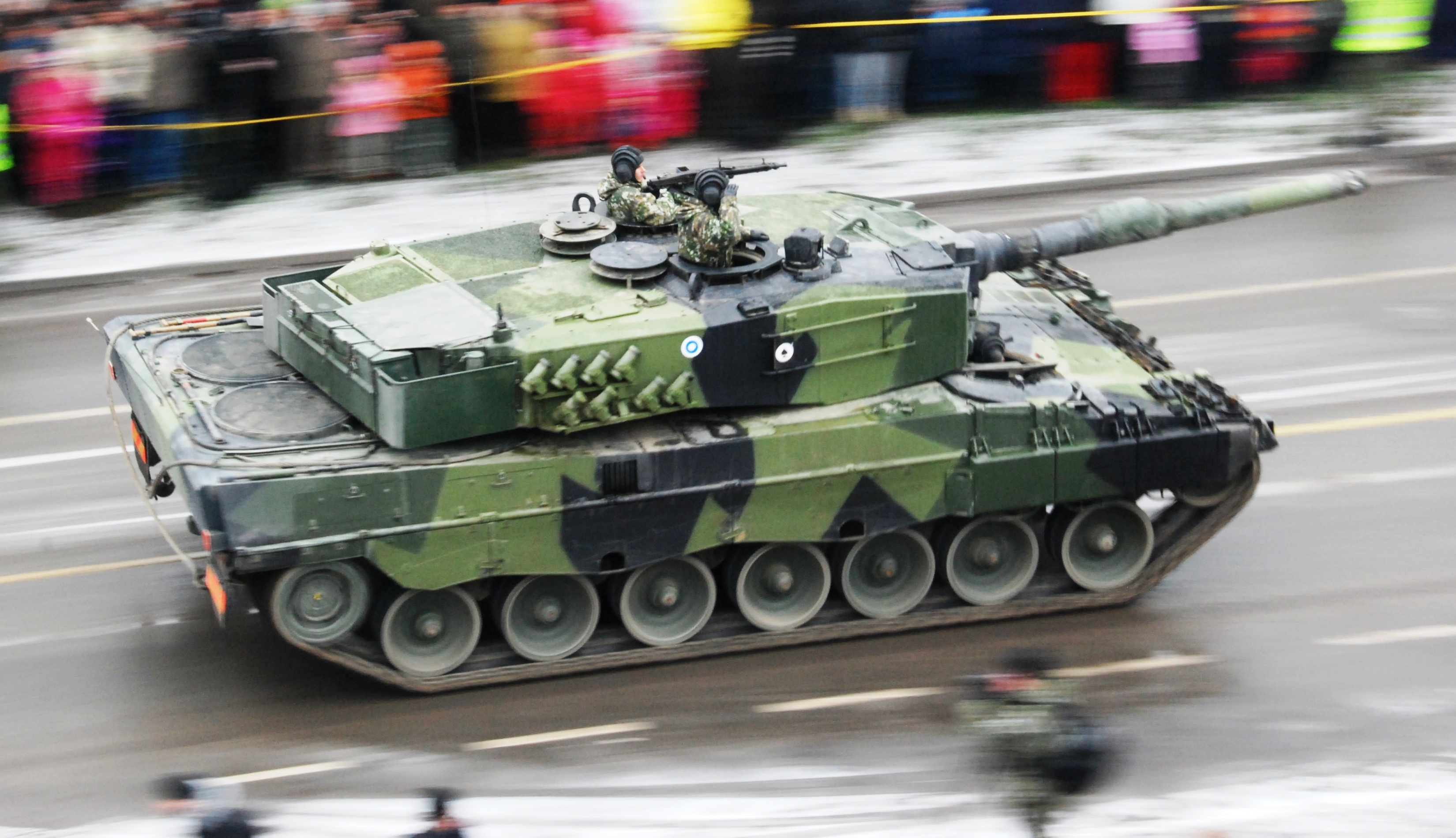
Основний бойовий танк Leopard 2
 ( Німеччина)
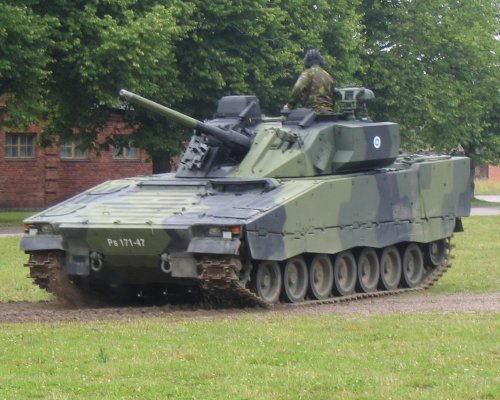
Бойова машина піхоти Strf 90
 ( Швеція)
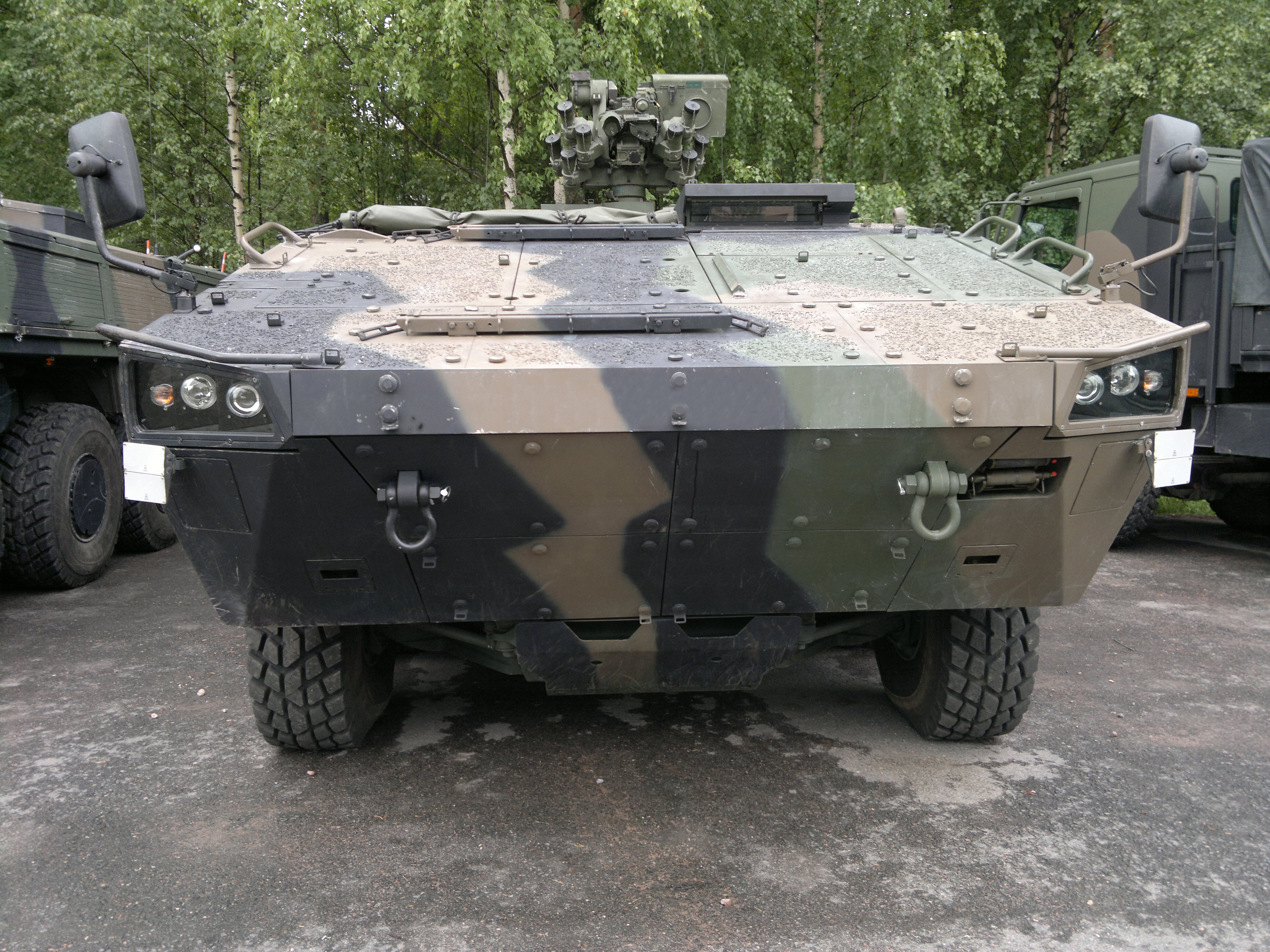
Бойова броньована машина Patria AMV ( Фінляндія)

Фінляндія майже не скорочує кількість техніки, при цьому оновлює її якісно. Серед значних контрактів можна назвати:
- У 2003–2004 роках до Збройних сил надійшло 124 «Leopard 2A4» з Німеччини вартістю 68 млн євро. Ними були укомплектовані 2 танкові бригади, які раніше мали на озброєнні радянські Т-72.
- У 2012 році Фінляндія придбала в США партію наступальних озброєнь (ракети ATACMS і AGM-158 JASSM), яких не мають країни НАТО (окрім самих США).
- У 2014 році держава оголосила намір купити в США партію ПЗРК FIM-92 Stinger на суму 123 млн доларів.
- У тому ж році Фінляндія висловила бажання придбати 100 модернізованих основних бойових танків «Leopard 2A6» зі складу Збройних сил Нідерландів. Угода також включатиме постачання запасних частин, інструменту, тренажерів, боєприпасів і навчання персоналу. Постачання танків окремими партіями планується завершити 2019 року, загальна вартість програми оцінюється у 200 млн євро.
- До 2015 року намічено завершити придбання багатоцільових вертольотів NH90 і південноафриканських броньованих машин з підвищеним протимінним захистом RG32М.
- Також до 2015 року передбачається придбати сучасні засоби ППО і зв'язку.

Також оновлюється військово-морський флот:
- У вересні 2016 року ВМС отримали мінний загороджувач «Pansio», ще два планується добудувати до 2030 року. На реалізацію плану у 2016 та 2017 роках виділено 35 млн євро[11].
- Останній з трьох есмінців типу «Katanpää» передано флоту в листопаді 2016 року[12].
- У січні 2020 року ВМС отримали модернізований ракетний катер «Tornio» класу «Hamina», ще три мають пройти капремонт і модернізацію до кінця 2021 року[13].

Загалом на озброєнні Збройних сил Фінляндії налічуватиметься: близько 200 бойових танків, понад 3 000 гармат польової артилерії, мінометів і реактивних систем залпового вогню, понад 200 бойових машин піхоти, близько 750 бронетранспортерів, понад 50 літаків бойової авіації, до 20 вертольотів, понад 20 бойових кораблів.

### Тилове забезпечення
Цивільні фінські компанії не лише постачають у гарнізони продовольство і однострої, а й працюють на складах. Вони ж формують сухпайки для забезпечення дій у полі. Причому є 12 варіантів такого забезпечення, — навіть для солдатів-вегетаріанців, тих, хто має алергію на окремі продукти, потребує посиленого пайка або навпаки — малокалорійного раціону.